# ON THE ROAD 2005 "MY FIRST LOVE"
ON THE ROAD 2005 "MY FIRST LOVE"（オン・ザ・ロード2005 マイ・ファースト・ラヴ）は、2005年9月3日から12月11日まで開催された浜田省吾のコンサートツアーである。

## 概要
2005年7月6日に発売されたアルバム『My First Love』を引っ提げての約4年ぶりとなるコンサートツアー。10都市26公演のアリーナツアーで、チケットはすべてソールドアウトし、延べ25万人を動員した。
また、ツアー開始前の7月18日には静岡県掛川市のつま恋多目的広場で開催された野外フェス「ap bank fes '05」に大トリとして出演している。

## バンドメンバー
- 浜田省吾 - Vocal, Guitar & Tambourine
- 町支寛二 - Guitar & Backing vocal
- 長田進 - Guitar
- 美久月千晴 - Bass & Backing vocal
- 小島良喜 - Piano & Backing vocal
- 福田裕彦 - Synthesizer & Backing vocal
- 古村敏比古 - Saxophone, Flute & Backing vocal
- 小田原豊 - Drums

## セットリスト
演奏される曲数はアンコールを含めて29曲で、ステージは3時間半に及ぶ。2daysの1日目と2日目で何曲か入れ替わる楽曲があるが、大まかなラインナップは変わらない。アンコール前にはその土地土地での浜田本人の映像が挿入された。
まずアリーナ前方のメインステージで20曲が演奏され、アンコールではアリーナ中央のセンターステージに移動して6曲が演奏される。センターステージからメインステージに戻る際には、浜田のドラムによる「愛奴のテーマ」が演奏される。そして、最後にメインステージで2曲が演奏される。
【参考】2005年12月11日さいたまスーパーアリーナ公演（最終日）のセットリスト
メインステージ
1. ある晴れた夏の日の午後
2. 光と影の季節
3. この夜に乾杯!
4. 旅立ちの朝
5. HELLO ROCK&ROLL CITY
6. 終りなき疾走
7. 彼女はブルー
8. 愛しい人へ
9. 青空のゆくえ
10. さよならゲーム
11. 君がいるところがMy Sweet Home
12. マイホームタウン
13. Thank you
14. I am a father
15. 花火
16. SWEET LITTLE DARLIN'
17. モノクロームの虹
18. J.BOY
19. 家路
20. 日はまた昇る

センターステージ
1. 初恋
2. 恋は魔法さ
3. バックシート・ラブ
4. 星の指輪
5. ラストショー
6. さよならの前に
7. LOVE HAS NO PRIDE〜愛奴のテーマ

メインステージ
1. 君と歩いた道
2. Midnight Blue Train
3. ラストダンス

## 日程
| 日付               | 地区   | 会場                           |
| ------------------ | ------ | ------------------------------ |
| 2005年9月3日(土)   | 長野   | ビッグハット                   |
| 2005年9月4日(日)   | 長野   | ビッグハット                   |
| 2005年9月10日(土)  | 横浜   | 横浜アリーナ                   |
| 2005年9月11日(日)  | 横浜   | 横浜アリーナ                   |
| 2005年9月17日(土)  | 仙台   | セキスイハイムスーパーアリーナ |
| 2005年9月18日(日)  | 仙台   | セキスイハイムスーパーアリーナ |
| 2005年9月23日(金)  | 北海道 | 真駒内アイスアリーナ           |
| 2005年9月24日(土)  | 北海道 | 真駒内アイスアリーナ           |
| 2005年10月1日(土)  | 名古屋 | 日本ガイシホール               |
| 2005年10月2日(日)  | 名古屋 | 日本ガイシホール               |
| 2005年10月8日(土)  | 大阪   | 大阪城ホール                   |
| 2005年10月9日(日)  | 大阪   | 大阪城ホール                   |
| 2005年10月15日(土) | 東京   | 国立代々木競技場第一体育館     |
| 2005年10月16日(日) | 東京   | 国立代々木競技場第一体育館     |
| 2005年10月29日(土) | 広島   | グリーンアリーナ               |
| 2005年10月30日(日) | 広島   | グリーンアリーナ               |
| 2005年11月1日(火)  | 広島   | グリーンアリーナ               |
| 2005年11月9日(水)  | 大阪   | 大阪城ホール                   |
| 2005年11月10日(木) | 大阪   | 大阪城ホール                   |
| 2005年11月17日(木) | 福岡   | マリンメッセ福岡               |
| 2005年11月19日(土) | 福岡   | マリンメッセ福岡               |
| 2005年11月20日(日) | 福岡   | マリンメッセ福岡               |
| 2005年11月29日(火) | 名古屋 | 日本ガイシホール               |
| 2005年11月30日(水) | 名古屋 | 日本ガイシホール               |
| 2005年12月10日(土) | 埼玉   | さいたまスーパーアリーナ       |
| 2005年12月11日(日) | 埼玉   | さいたまスーパーアリーナ       |

## 映像作品
2008年4月2日に『ON THE ROAD 2005-2007 "My First Love"』が発売された。当コンサートツアーと、2006年〜2007年のコンサートツアーをひとつに合わせた作品となっている。
通常盤はDVD2枚組、初回限定盤はDVD2枚組にボーナスディスク1枚が付属したボックス仕様となる。